# Saint-Agrève
Saint-Agrève é uma comuna francesa na região administrativa de Auvérnia-Ródano-Alpes, no departamento de Ardèche. Estende-se por uma área de 48,56 km². Em 2010 a comuna tinha 2 411 habitantes (densidade: 49,6 hab./km²).